# XXXIII LCFA Senior
La XXXIII LCFA Senior è la 33ª edizione del campionato di football americano, organizzato dalla FCFA.
La stagione regolare è valida anche per la LNFA Serie C 2021.

## Squadre partecipanti
| Club              | Città      | Stadio | Sponsor ufficiale | Risultato nella stagione 2019 |
| ----------------- | ---------- | ------ | ----------------- | ----------------------------- |
| Argentona Bocs    | Argentona  |        |                   |                               |
| Barcelona Búfals  | Barcellona |        |                   |                               |
| Barcelona Pagesos | Barcellona |        |                   |                               |
| Barcelona Uroloki | Barcellona |        |                   |                               |
| Ducs Football     | Gerona     |        |                   |                               |
| Reus Imperials    | Reus       |        |                   |                               |
| Riudoms Rebels    | Riudoms    |        |                   |                               |
| Terrassa Reds     | Terrassa   |        |                   |                               |

## Stagione regolare

### Calendario

#### 1ª giornata
| 17 gennaio 2021, ore 11:00 | Barcelona Búfals | 0 – 7 | Ducs Football |  |

| 17 gennaio 2021, ore 12:00 | Terrassa Reds | 23 – 12 | Barcelona Pagesos |  |

| 17 gennaio 2021, ore 17:00 | Riudoms Rebels | 16 – 0 | Reus Imperials |  |

| 17 gennaio 2021, ore 17:00 | Barcelona Uroloki | 20 – 0 | Argentona Bocs |  |

#### 2ª giornata
| 30 gennaio 2021, ore 16:30 | Barcelona Pagesos | 24 – 6 | Riudoms Rebels |  |

| 31 gennaio 2021, ore 11:00 | Reus Imperials | 6 – 22 | Barcelona Búfals |  |

| 31 gennaio 2021, ore 17:00 | Barcelona Uroloki | 19 – 9 | Terrassa Reds |  |

| 31 gennaio 2021, ore 17:00 | Argentona Bocs | 9 – 0 | Ducs Football |  |

#### 3ª giornata
| 13 febbraio 2021, ore 11:00 | Riudoms Rebels | 17 – 0 | Barcelona Búfals |  |

| 14 febbraio 2021, ore 17:00 | Argentona Bocs | 6 – 14 | Terrassa Reds |  |

#### 4ª giornata
| 20 febbraio 2021, ore 18:30 | Barcelona Uroloki | 23 – 20 | Barcelona Pagesos |  |

| 21 febbraio 2021, ore 17:00 | Ducs Football | 25 – 0 | Reus Imperials |  |

#### 5ª giornata
| 28 febbraio 2021, ore 11:00 | Barcelona Búfals | 7 – 9 | Argentona Bocs |  |

| 28 febbraio 2021, ore 12:00 | Riudoms Rebels | 20 – 3 | Terrassa Reds |  |

#### 6ª giornata
| 7 marzo 2021, ore 11:00 | Reus Imperials | 0 – 40 | Barcelona Pagesos |  |

| 7 marzo 2021, ore 17:30 | Barcelona Uroloki | 26 – 8 | Ducs Football |  |

#### 7ª giornata
| 13 marzo 2021, ore 16:00 | Riudoms Rebels | 0 – 6 | Argentona Bocs |  |

| 14 marzo 2021, ore 11:00 | Barcelona Búfals | 0 – 3 | Terrassa Reds |  |

#### 8ª giornata
| 20 marzo 2021, ore 18:30 | Barcelona Pagesos | 21 – 0 | Ducs Football |  |

| 21 marzo 2021, ore 11:00 | Reus Imperials | 0 – 52 | Barcelona Uroloki |  |

#### 9ª giornata
| 11 aprile 2021, ore 16:00 | Riudoms Rebels | 0 – 21 | Barcelona Uroloki |  |

| 11 aprile 2021, ore 17:00 | Ducs Football | 15 – 13 | Terrassa Reds |  |

#### 10ª giornata
| 17 aprile 2021, ore 18:30 | Barcelona Pagesos | 7 – 7 | Barcelona Búfals |  |

| 18 aprile 2021, ore 17:00 | Argentona Bocs | 42 – 0 | Reus Imperials |  |

#### 11ª giornata
| 2 maggio 2021, ore 12:00 | Terrassa Reds | 35 – 0 | Reus Imperials |  |

| 2 maggio 2021, ore 17:00 | Argentona Bocs | 6 – 6 | Barcelona Pagesos |  |

| 2 maggio 2021, ore 17:00 | Riudoms Rebels | 12 – 8 | Ducs Football |  |

| 2 maggio 2021, ore 17:30 | Barcelona Uroloki | 33 – 0 | Barcelona Búfals |  |

### Classifica
La classifica della regular season è la seguente:
- PCT = percentuale di vittorie, G = partite giocate, V = partite vinte,  P = partite perse, PF = punti fatti, PS = punti subiti

| Pos. | Squadra           | PCT  | G | V | N | P | PF  | PS  |
| ---- | ----------------- | ---- | - | - | - | - | --- | --- |
| 1    | Barcelona Uroloki | .857 | 7 | 6 | 0 | 1 | 191 | 40  |
| 2    | Terrassa Reds     | .714 | 7 | 5 | 0 | 2 | 147 | 55  |
| 3    | Barcelona Pagesos | .714 | 7 | 4 | 2 | 1 | 133 | 62  |
| 4    | Argentona Bocs    | .643 | 7 | 4 | 1 | 2 | 78  | 47  |
| 5    | Ducs Football     | .571 | 7 | 4 | 0 | 3 | 67  | 77  |
| 6    | Riudoms Rebels    | .286 | 7 | 2 | 0 | 5 | 50  | 83  |
| 7    | Barcelona Búfals  | .214 | 7 | 1 | 1 | 5 | 36  | 112 |
| 8    | Reus Imperials    | .000 | 7 | 0 | 0 | 7 | 6   | 232 |

## Playoff

### Tabellone
|  | Semifinali | Semifinali        | Semifinali |                   |   | XXXIII Final de la LCFA | XXXIII Final de la LCFA | XXXIII Final de la LCFA |  |
|  |            |                   |            |                   |   |                         |                         |                         |  |
|  | 1          | Barcelona Uroloki | 23         |                   |   |                         |                         |                         |  |
|  | 1          | Barcelona Uroloki | 23         |                   |   |                         |                         |                         |  |
|  | 4          | Argentona Bocs    | 22         |                   |   |                         |                         |                         |  |
|  | 4          | Argentona Bocs    | 22         |                   | 1 | Barcelona Uroloki       | 28                      |                         |  |
|  |            |                   |            |                   | 1 | Barcelona Uroloki       | 28                      |                         |  |
|  |            |                   | 3          | Barcelona Pagesos | 7 |                         |                         |                         |  |
|  | 2          | Terrassa Reds     | 3          | Barcelona Pagesos | 7 | 13                      |                         |                         |  |
|  | 2          | Terrassa Reds     |            |                   |   |                         |                         |                         |  |
|  | 3          | Barcelona Pagesos | 20         |                   |   |                         |                         |                         |  |

### Semifinali
| 16 maggio 2021, ore 12:00 | Terrassa Reds | 13 – 20 | Barcelona Pagesos |  |

| 16 maggio 2021, ore 17:30 | Barcelona Uroloki | 23 – 22 | Argentona Bocs |  |

### XXXIII Final de la LCFA
| 29 maggio 2021, ore 19:45 | Barcelona Uroloki | 28 – 7 | Barcelona Pagesos |  |

## Verdetti
- Barcelona Uroloki Campioni della LCFA (7º titolo)